# 領海及び接続水域に関する法律
領海及び接続水域に関する法律（りょうかいおよびせつぞくすいいきにかんするほうりつ、昭和52年5月2日法律第30号）は、領海の範囲と接続水域に関する日本の法律である。略称領海法。
法令番号は昭和52年法律第30号、1977年（昭和52年）5月2日に公布された。
海上保安庁海洋情報部技術・国際課国際業務室が主に担当するが、公布時には法務省・外務省・大蔵省・農林省（現・農林水産省）の各大臣も関係省庁の長として署名した。

## 概要
全5条および附則からなる。
領海を原則として、基線から12海里（約22.2km）の海域と規定している（第1条第1項）。ただし宗谷海峡、津軽海峡、対馬海峡東水道、対馬海峡西水道、大隅海峡については当分の間3海里とした（附則第2項）。基線は、低潮線、直線基線及び湾口、若しくは湾内又は河口に引かれる直線と定義（第2条第1項）。
内水又は領海からの追跡（国連海洋法条約第111条に定めるところによる追跡）に係る、日本の公務員の職務の執行及びこれを妨げる行為については、罰則を含め、我が国の法令を適用する（第3条）。24海里までの接続水域の設定（第4条）し第3条と同様な要件で、罰則を含め、我が国の法令を適用する（第5条）。